# Soneacine, Feodosia
Soneacine (în ucraineană Сонячне) este un sat în comuna Nasîpne din orașul regional Feodosia, Republica Autonomă Crimeea, Ucraina.

## Demografie
Componența lingvistică a localității Soneacine
     Rusă (90,32%)
     Ucraineană (6,77%)
     Tătară crimeeană (1,08%)
     Alte limbi (0,32%)
Conform recensământului din 2001, majoritatea populației localității Soneacine era vorbitoare de rusă (90,32%), existând în minoritate și vorbitori de ucraineană (6,77%) și tătară crimeeană (1,08%).